# Aldo Gordini
Aldo Gordini (Bologna, 20 mei 1921 – Parijs, 28 januari 1995) was een Frans Formule 1-coureur.
Gordini werd geboren als de zoon van Amédée Gordini, de oprichter van het automerk Gordini. Hij werkte als mecanicien maar racete ook wedstrijden in de Formula 2.
Hij reed op 1 juli 1951 zijn enige Grand Prix voor het Franse raceteam Gordini. In datzelfde jaar reed hij met Jose Scaron de 24 uur van Le Mans, maar door een probleem met de brandstofpomp moesten ze na 77 ronden opgeven.
Gordini overleed op 73-jarige leeftijd.